# Вічний мир: філософський нарис
Вічний мир: Філософський нарис (нім. Zum ewigen Frieden. Ein philosophischer Entwurf) — книга 1795 року, написана німецьким філософом Іммануїлом Кантом. У роботі Кант висуває ідеї, які згодом асоціювали з демократичним миром, комерційним миром та інституційним миром .

## Резюме
Кант запропонував програму миру, яку повинні здійснювати уряди. У «Попередніх статтях» описуються такі кроки, які слід вжити негайно або з усією навмисною швидкістю
1. «Жоден таємний мирний договір не може вважатися дійсним, якщо в ньому мовчазно зарезервовано питання для майбутньої війни»
2. «Жодна незалежна держава, велика чи мала, не може переходити під владу іншої держави шляхом успадкування, обміну, купівлі чи дарування»
3. «Постійні армії з часом будуть повністю скасовані»
4. «Національні борги не повинні укладатися з метою зовнішніх суперечок між державами»
5. «Жодна держава не повинна силою втручатися у конституцію чи уряд іншої держави»
6. «Жодна держава не повинна під час війни, допускати такі акти ворожнечі, які унеможливлювали б взаємну впевненість у наступному мирі: такі як використання вбивць (percussores), отруйників (venefici), порушення капітуляції та підбурювання до державної зради (perduellio) у супротивній державі».

Три остаточні статті забезпечуватимуть не просто припинення військових дій, а й основу для побудови миру.
1. «Громадянська конституція кожної держави має бути республіканською»
2. «Право націй ґрунтується на федерації вільних держав»
3. «Закон всесвітнього громадянства обмежується умовами загальної гостинності»

Есе Канта в чомусь нагадує сучасну демократичну теорію миру . Він говорить про республіканські, нім. Republikanisch (не демократичні) держави, які, за його визначенням, мають представницькі уряди, в яких законодавча влада відокремлена від виконавчої. Кант стверджує, що республіки будуть мирні одна з одною, оскільки вони будуть тяжіти до пацифізму більше, ніж до інших форм правління. Есе не розглядає республіканські уряди як достатні для досягнення миру: загальна гостинність (ius cosmopoliticum) і федерація вільних держав необхідні для свідомого виконання його програми з шести пунктів.
Кант також уточнює права, які надає незнайомцям загальна гостинність: відвідувати чужу країну за умови, що до них ставитимуться без ворожості, якщо вони будуть представлені без образи, а також її обмеження: «нація може відіслати [відвідувача] знову, якщо це можна зробити, не спричиняючи його смерті» і що це «не право бути гостем, на якого може претендувати чужинець» — ці права є необхідними для досягнення кінцевої мети взаємозв'язку та мирних відносин між націями. .
Кант виступав проти світового уряду, стверджуючи, що він буде схильний до тиранії. Кращим рішенням проти анархії в міжнародній системі було створення ліги незалежних республіканських держав.

## Спадщина й вплив
Загальна ідея про те, що популярні та відповідальні уряди будуть більш схильні сприяти миру та торгівлі, стала однією з течій у потоці європейської думки та політичної практики. Це був один із елементів британської зовнішньої політики Джорджа Каннінга та лорда Пальмерстона . Це також було представлено в американському ліберальному інтернаціоналізмі " Чотирнадцять пунктів " Вудро Вільсона . Рекомендації Канта були чітко представлені в 1940-х роках в Організації Об'єднаних Націй .
На початку Першої світової війни Герберт Уеллс заявив, що це буде " війна, щоб покінчити з війною ", на тій підставі, що як тільки прусський мілітаризм і автократію замінить народний уряд, європейські країни ніколи не вступатимуть у війну з один одного, тому що мілітаризм і озброєння були результатом німецької загрози. Цю ідею багато разів повторювали та спрощували протягом наступних чотирьох років; В даний час ідея про те, що демократія сама по собі повинна запобігати або мінімізувати війну, представлена різними теоріями демократичного миру .
У 1909 році Норман Енджелл покладався лише на другу ногу, стверджуючи, що сучасна торгівля зробила війну невигідною навіть для технічно переможної країни, і тому можливість успішної війни була Великою ілюзією . Джеймс Мілль описав колоніалізм як вихід на вулицю для вищих класів; Йозеф Шумпетер стверджував, що капіталізм зробив сучасні держави за своєю суттю миролюбними та протистояв завоюванню та імперіалізму, який економічно сприяв старим аристократичним елітам.
Ця теорія була добре розроблена в останні роки. Менсфілд і Поллінз, пишучи в Journal of Conflict Resolution, підсумовують велику кількість емпіричних робіт, які, здебільшого, підтверджують цю тезу. Існують різні винятки та обмеження, які, здається, обмежують обставини, за яких економічна взаємозалежність призводить до зменшення конфлікту. Третя ланка — це стара ідея про те, що конфедерація миролюбних князів може створити вічний мир. Кант відрізняв свою лігу від універсальної держави; Кларенс Стрейт запропонував у " Союзі зараз " (1938) союз демократичних держав за зразком Конституції Сполучених Штатів . Він стверджував, що торгівля та мирні шляхи демократії збережуть цей Союз вічним, і розраховував на об'єднану силу Союзу, щоб стримати Осі від війни.
Джеремі Бентам запропонував, що роззброєння, арбітраж і відмова від колоній призведуть до вічного миру, таким чином покладаючись лише на попередні статті Канта і не враховуючи жодного з трьох основних пунктів; всупереч сучасним теоретикам, він спирався на громадську думку, навіть проти абсолютної монархії в Швеції.

## Публікації
- Immanuel Kant, To perpetual peace: a philosophical sketch, Hackett Publishing, 2003.
- Immanuel Kant, «5. Perpetual peace: a philosophical sketch» in Political Writings, Cambridge University Press, 1991.